# 심포리역 (운흥)
심포리역(深浦里驛)은 조선민주주의인민공화국 량강도 운흥군에 위치한 백두산청년선의 철도역이다.